# Турильче
Тури́льче — село в Україні, у Скала-Подільській селищній громаді Чортківського району Тернопільської області. Розташоване неподалік річки Збруч, на сході району.

## Географія
Село розташоване на відстані 362 км від Києва, 97 км — від обласного центру міста Тернополя та 12 км від міста Борщів. У селі Тростянецький потік впадає у Дубенецький потік.

## Історія
Поблизу села виявлено археологічні пам'ятки давньоруської культури.
В 9 томі «История резиденций на давнишних кресах Речи Посполитой» Романа Афтаназія сказано, що Турильче — одне з найдавніших подільських поселень, хоча воно й не відігравало майже жодної ролі в історії краю аж до ХІХ ст.
Село входило до складу маєтків Сатанівського ключа, власниками якого були Сенявські, а згодом — Чарторийські і Любомирські.

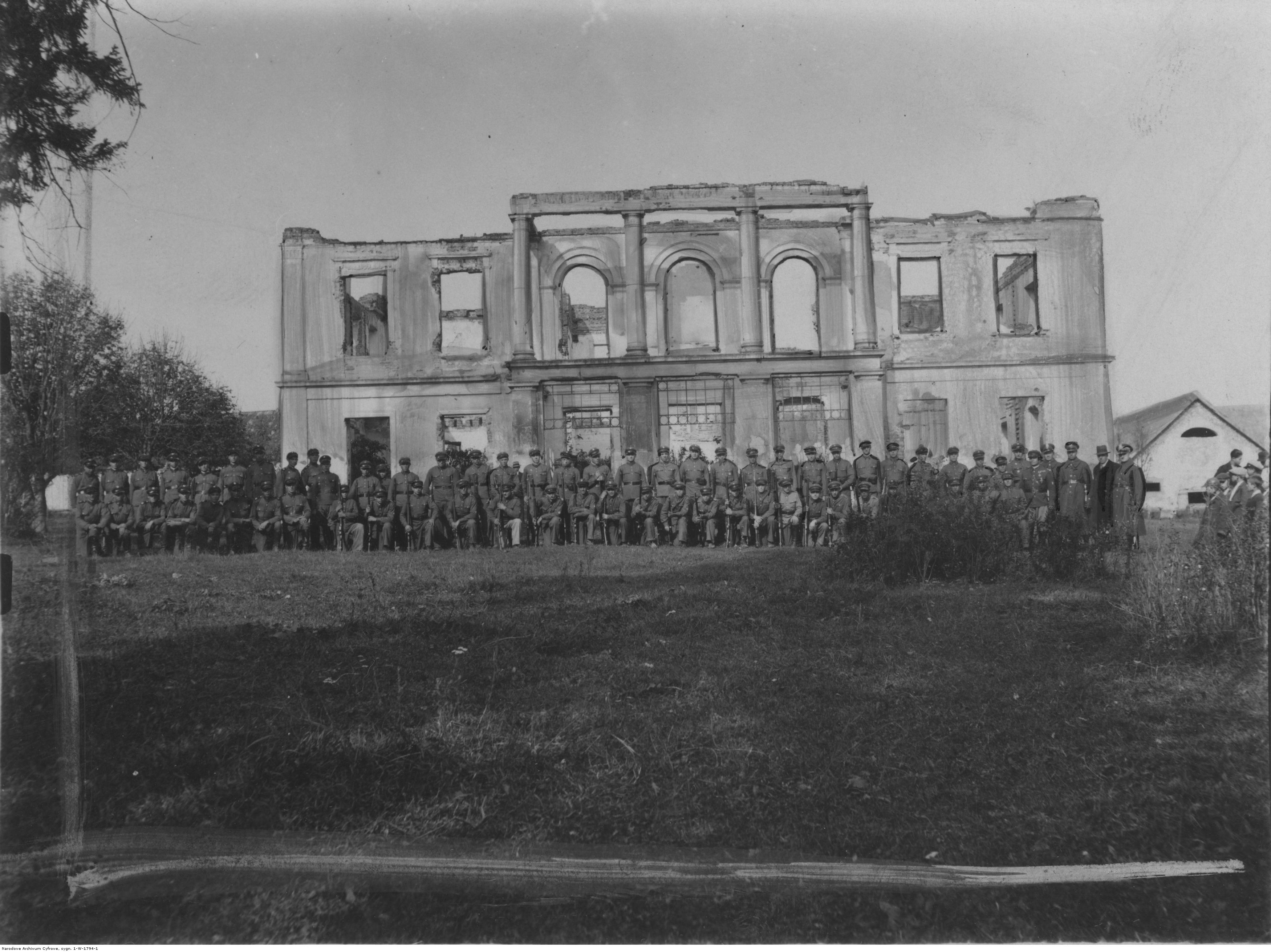
Палац — 1934

Наприкінці XVIII століття перейшло до Потоцьких, які незабаром продали Турильче родині Івановських, у власності яких село перебувало до радянського вторгнення 1939 року.
До середини ХІХ ст. в селі жодного маєтку не було — лише фільварок (господарство). Тільки в серединні XIX століття Івановські спорудили в селі скромний двоповерховий палац, який був зруйнований за Першої світової війни. Його рештки ще можна було побачити напередодні Другої світової.
Перша письмова згадка — 1462 року. Михайло Крищук пов'язує назву села зі словом тур — буйвіл, первісний бик, який проживав на цій території до кінця 17 століття.
У п'ятому випуску науково-краєзнавчого збірника «Літопис Борщівщини» В. Бідулько опублікував «Найдавніший опис Турильча з 1753 року».
У 1940-1941, 1944-1959 роках село належало до Скала-Подільського району Тернопільської області. З ліквідацією району 1959 року увійшло до складу Борщівського району.
З 1991 року село Турильче в складі незалежної України.
До 2015 року адміністративний центр Турильченської сільської ради, якій було підпорядковано села Вербі́вка та Підпили́п'я. Від вересня 2015 року ввійшло у склад Скала-Подільської селищної громади.
12 червня 2020 року, відповідно до розпорядження Кабінету Міністрів України № 724-р «Про визначення адміністративних центрів та затвердження територій територіальних громад Тернопільської області» увійшло до складу Скала-Подільської селищної громади.
19 липня 2020 року, в результаті адміністративно-територіальної реформи та ліквідації Борщівського району, село увійшло до складу новоутвореного Чортківського району.

## Населення
Населення — 759 осіб станом на 2007 рік.

### Мова
За даними перепису населення 2001 року мовний склад населення села був таким:
| Мова       | Чисельність | Відсоток |
| ---------- | ----------- | -------- |
| українська | 790         | 98,02%   |
| російська  | 9           | 1,12%    |
| білоруська | 1           | 0,12%    |
| вірменська | 1           | 0,12%    |
| румунська  | 1           | 0,12%    |
| інші       | 4           | 0,50%    |
| Усього     | 806         | 100%     |

## Релігія
- церква Різдва Пресвятої Богородиці (1871, кам'яна, ПЦУ);
- церква Різдва Пресвятої Богородиці (УГКЦ);
- костел (1871).

## Пам'ятники
Споруджено пам'ятник воїнам-односельцям, полеглим у німецько-радянській війні (1974).

## Соціальна сфера
Працюють ЗОШ 1-2 ступ., Будинок культури, бібліотека, ФАП, відділення зв'язку. На виїзді з села Турильче, у напрямку до села Іванків, існує, так зване польське поселення, або по місцевому — кольонія. Тут проживають люди, які у 1947 році були примусово переселені з Польщі до України та розселені у будинки, що раніше належали полякам, котрі, в свою чергу, були виселені на територію Польщі. Ще й досі живі старожили, які мають свою мову, звичаї та культуру, це лемки.

## Відомі люди

### Народилися
- Павло Юрійович Рогачук, (псевдо «Арсен»; нар. 1912) — член ОУН, референт Служби Безпеки Скала-Подільського району. Загинув 1 листопада 1946 року, потрапивши у засідку.[9]
- Гуменний Григорій Миколайович, (нар. 1911) — член ОУН, референт Служби Безпеки Скала-Подільського району. Загинув у 1947 році під час операції НКВД. Похований на сільському цвинтарі[10].
- Іван Костянтинович Бук (псевдо «Вій», «Мартин», «Ярема»; нар. 1912) — повітовий провідник ОУН Борщівщини, загинув 2 січня 1945 року на польській колонії між селами Турильче та Мушкатівка.[9]
- Яровий Василь Петрович — голова виконавчого комітету Золотниківської районної ради депутатів трудящих Тернопільської області. Депутат Верховної Ради УРСР 1–2-го скликань (1940—1951).

## Світлини

Краєвиди Турильче
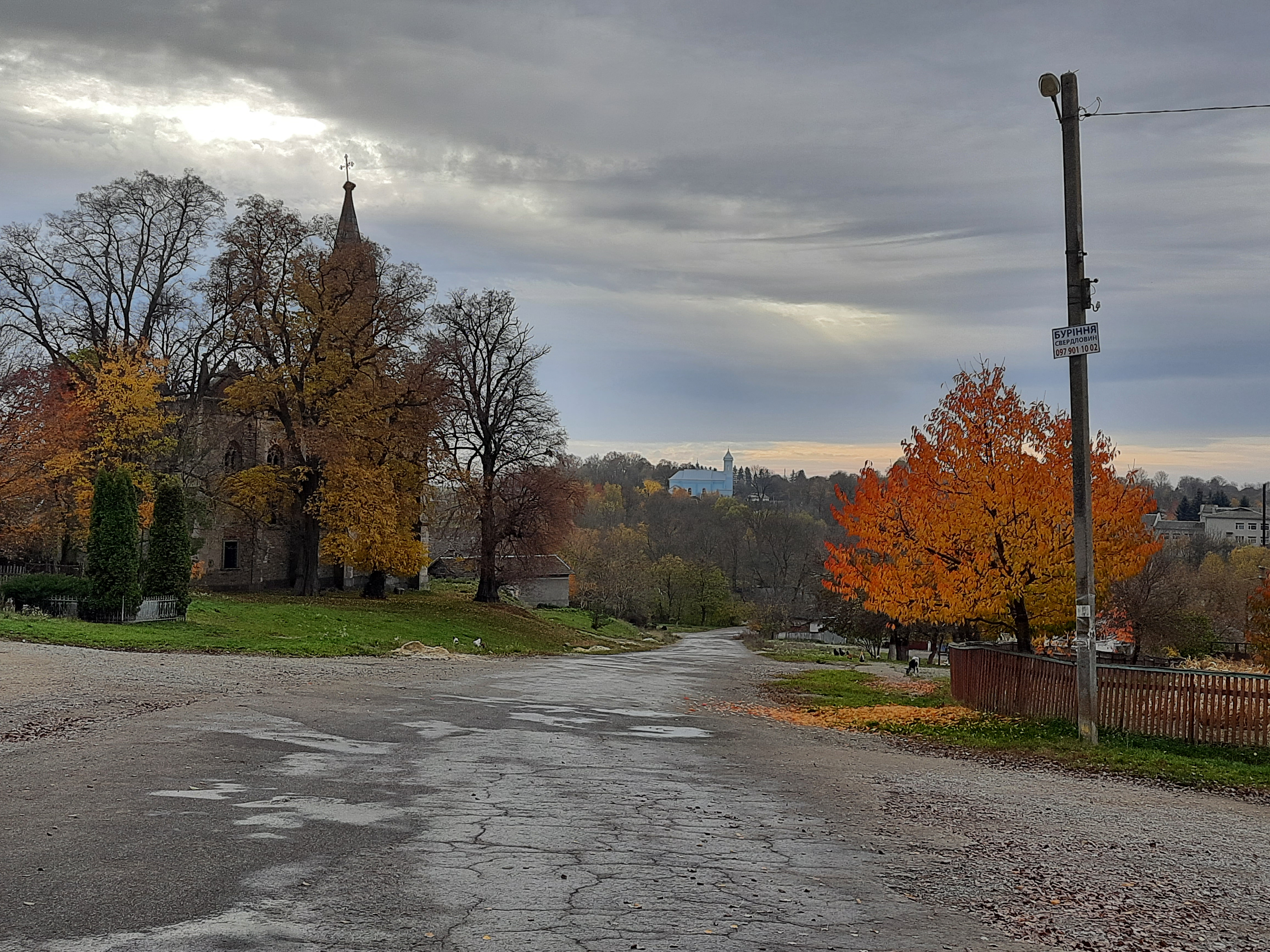
В'їзд у село з боку Скали-Подільської
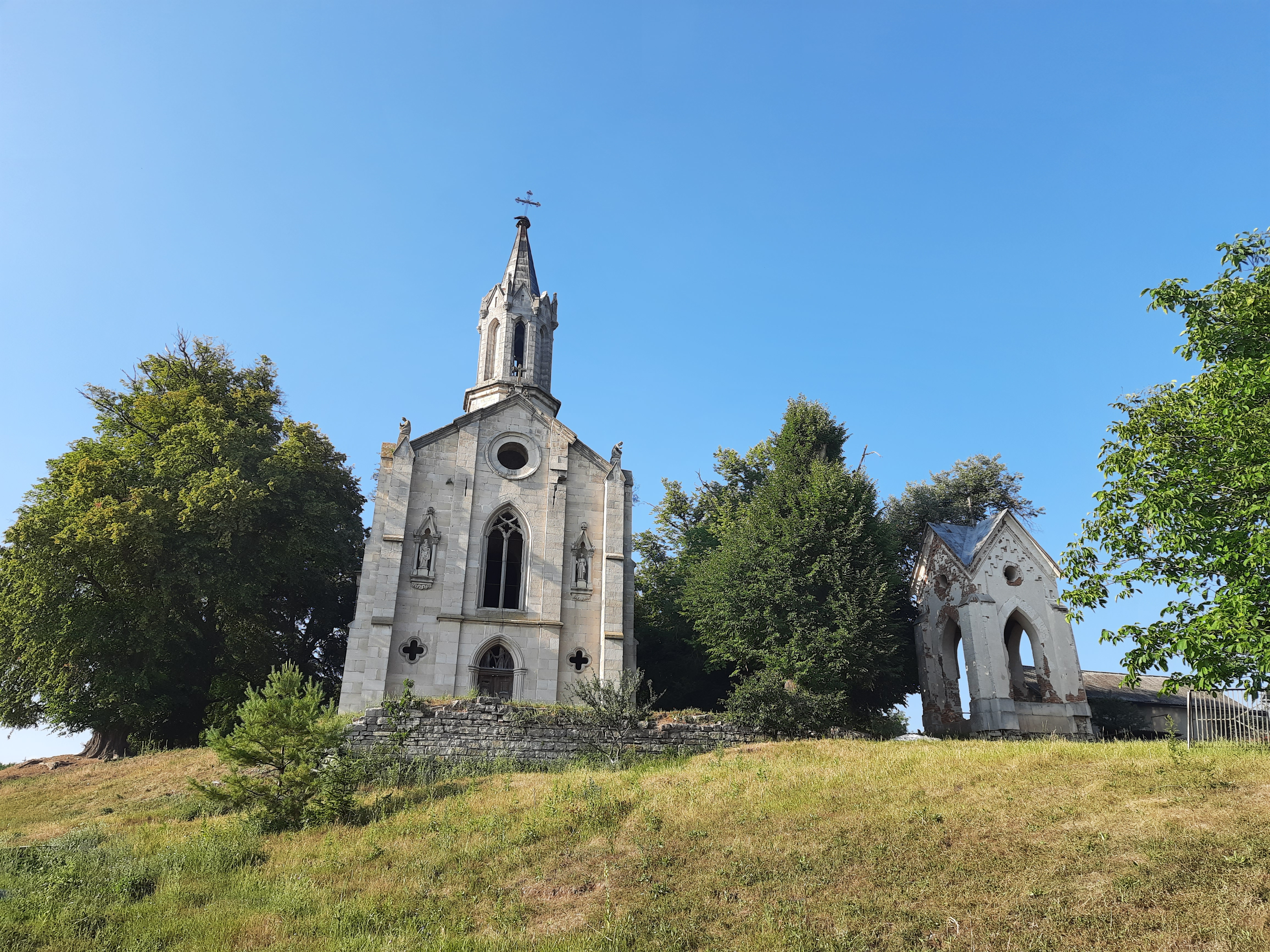
Петропавлівський костел 1871р
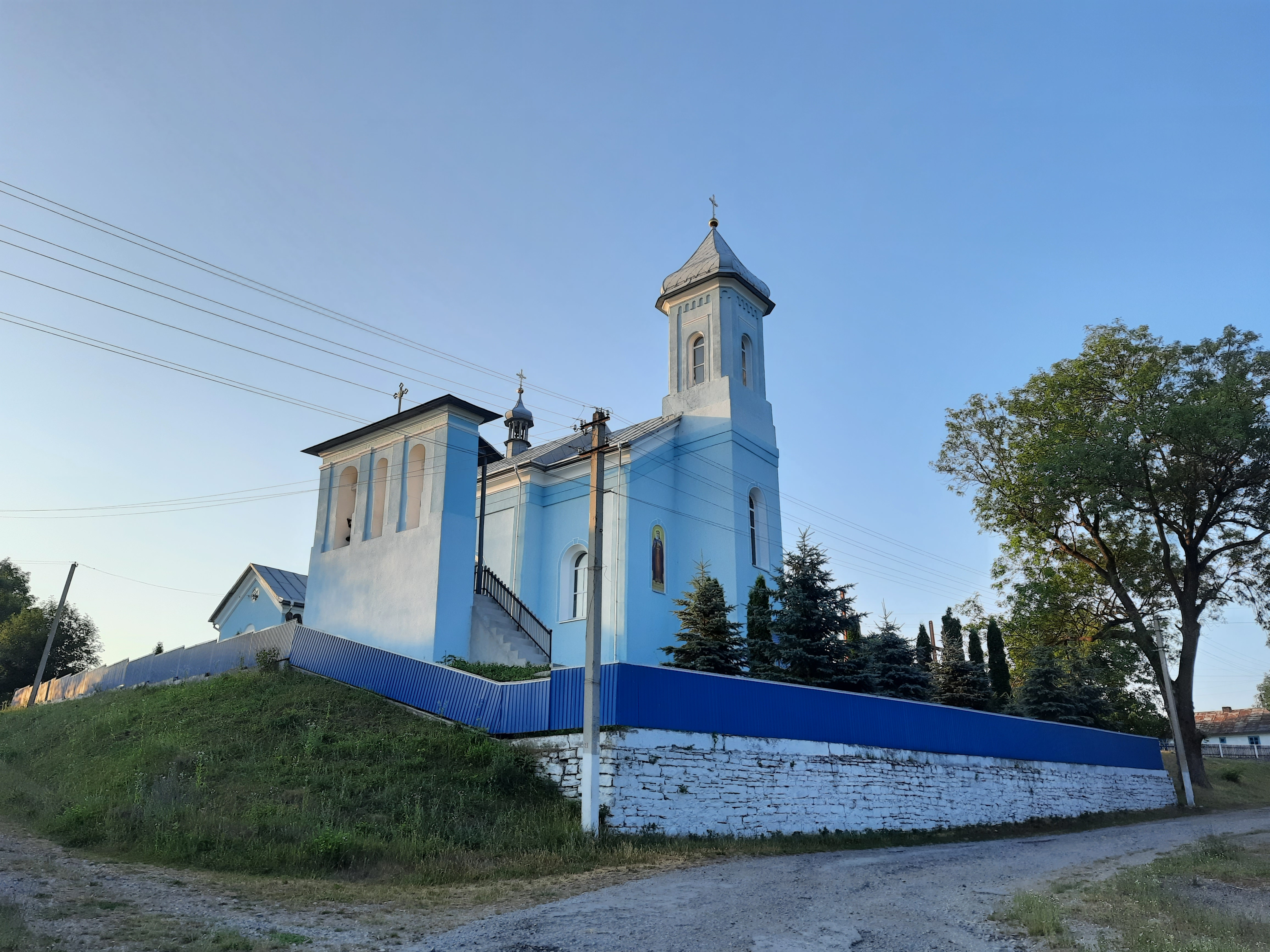
Церква Різдва Пресвятої Богородиці кін. 19ст